# Lo Ersare
Lo Ersare (født 16. december 1992) er en svensk musiker, som optræder under navnet Lucky Lo.
Hun har blandt andet optrådt på Roskilde Festival.